# Crispiloba disperma
Crispiloba es un género monotípico de plantas fanerógamas de la familia Alseuosmiaceae. Su única especie, Crispiloba disperma (S.Moore) Steenis, es originaria de Queensland en Australia.

## Descripción
Crispiloba disperma es una especie arbustiva que alcanza un tamaño de hasta 4 metros de altura. Produce flores blancas fragantes seguidas por frutos ovoides violáceos. Se produce en la selva tropical en el noreste de Queensland en altitudes entre 100 y 1250 metros.

## Taxonomía
Crispiloba disperma fue descrita por  (S.Moore) Steenis, y publicado en Blumea 29: 393. 1984.
Sinonimia
- Randia disperma S.Moore[6]